# 고베지방기상대

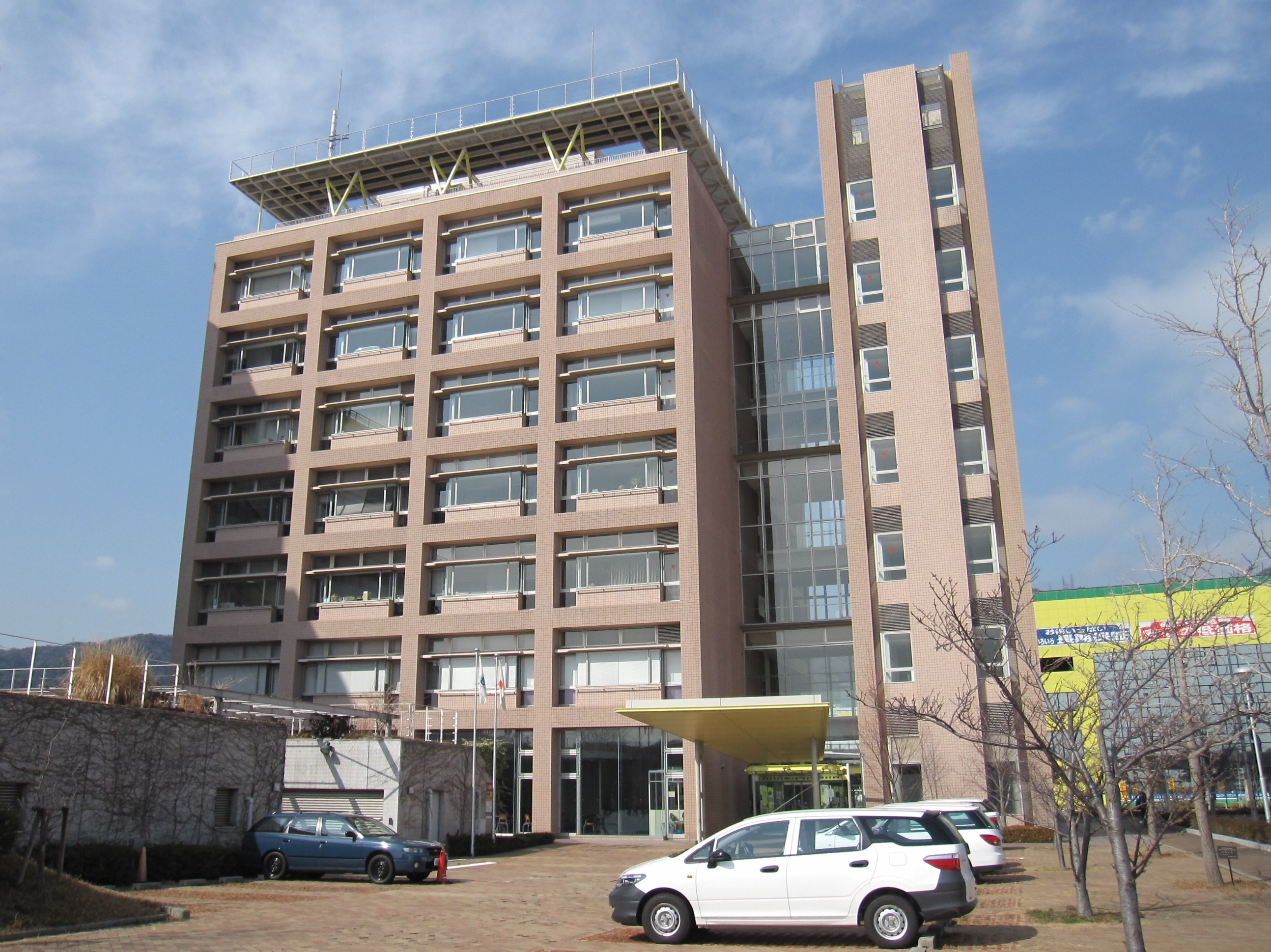
고베지방기상대 건물의 모습.

고베지방기상대(일본어: 神戸地方気象台 고베치호키쇼다이[*])는 일본 효고현 고베시 주오구 와키노하마카이간도리 1가(一丁目)에 있는 지방기상대이다. 오사카관구기상대 산하에 속한다. 2013년까지는 일본 기상청 직할 고베해양기상대(일본어: 神戸海洋気象台)로 불렸으며, 일본의 해양기상대 중 가장 오래된 역사가 긴 기상대이다. 2005년 7월 고베 공항 출장소가 개설되었으나 2006년 4월 관할 영역이 간사이 공항 지방기상대로 넘어갔다.
효고현 전체의 기상관측 업무를 맡고 있다. 1920년 8월 25일 해양기상대로 처음 창설되었다. 고베해양기상대를 거쳐 현재의 고베지방기상대가 되었다.

## 연혁

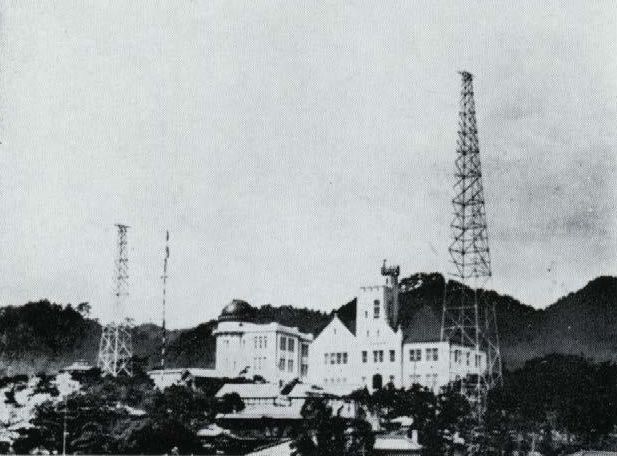
1920년, 구 고베해양기상대 건물을 촬영한 모습.

- 1887년: 기상측후소조례가 공포되었다.[3]
- 1896년: 주오구 우지노산에 효고현 고베측후소를 세워 지방 일기예보와 경보를 발표하기 시작했다.[3]
- 1918년: 효고현지사인 기요노 나가타로가 해양기상대 건설을 위해 해운업자에게 출자를 자문한다.[3]
- 1920년 8월: 고베측후소 부지 내에 일본 최초의 해양기상대가 건립되었다.[3] 해양기상대로 관측과 예보 업무를 시작하였다.[2]
- 1922년 12월: 선박용 기상정보 무선 송신 시작.
- 1923년 1월: 북태평양 일기도 작성 시작.
- 1927년 3월: 관측선 하루카제미루 I호 조선. 해양 관측 시작.
- 1939년: 기상관서관제 시행에 따라 고베측후소가 고베해양기상대에 흡수합병되다.[3]
- 1942년 8월: 하코다테해양기상대 발족을 계기로[3] 해양기상대가 고베해양기상대로 개명하였다. 우다 미치타카가 고베해양기상대장에 올랐다.[4]
- 1995년 1월: 효고현 남부 지진으로 기상대 일부가 파괴되었다.
- 1999년 9월: 현재의 고베방재합동청사로 이전하였다.[2]
- 2001년 4월: 관측선 게이후마루가 활동을 시작.
- 2013년 1월 29일: 고베해양기상대가 고베지방기상대로 바뀌고, 고베지방기상대는 오사카관구기상대 산하로 편입되기로 각의 결정하였다.[5][6][2][7][8][9][10][11] 개편 이후에도 업무의 큰 변화는 없다.[7]
- 2013년 10월 1일: 고베지방기상대로 개편되었다.[2][8]

## 효고현 남부 지진 당시 상황
1995년 1월 17일 일어난 효고현 남부 지진(한신·아와지 대진재)에서 고베해양기상대는 818 gal이라는 큰 가속도가 관측(JMA 고베파라고 부름)되었다. 당시 관측기록 분석(실측기록이 아님)에 따르면 최대 지반 가속도는 848 gal, 최대 속도 105 m/s, 최대 변위 27 cm로 기록되어 계측진도 6.43으로 분석되었다. 실측 기록에서는 남북 움직임 818 gal, 동서 움직임 617 gal, 상하 움직임 332 gal로 기록되었다. 다만 효고현 남부 지진에서 고베해양기상대 주변의 가옥파괴율은 약 3%로 매우 낮으며 진도7의 판정 범위를 벗어나므로 JMA 고베파가 한신·아와지 대진재급으로 흔들렸다고 보기는 어렵다.
고베해양기상대(계측진도 6.43), 오사카 가스 후키아이 공급소(계측진도 6.49에서 6.6), JR 다카토리역(JR 종합기술연구소, 계측진도 6.48) 지역에서 산출된 강진 기록의 계측진도는 모두 진도7에 해당하는 6.5와 매우 비슷하지만 이 중 실제로 진도7로 판정된 지역 내에 있는 곳은 JR 다카토리역만 있으며 다카토리 인근 지역의 가옥붕괴율은 59%에 달하지만 후키아이는 가옥붕괴율이 35%로 진도7의 경계선 위에 있으며 고베해양기상대는 진도7 영역 외의 지역으로 가옥붕괴율이 3% 미만밖에 되지 않았다. 즉 계측진도가 실제 피해상황과 항상 일치한 것은 아니다. 그 이유는 지진동의 탄성 가속도 응답 스펙트럼 중 특히 가옥에 큰 피해를 주는 주기 1초에서 2초 사이의 진동 성분이 JR 다카토리역에서 가장 컸으며 해양기상대 지역에서는 그 성분 크기가 JR 다카토리의 절반 정도밖에 되지 않았기 때문이다.
기상대 청사는 큰 피해 없이 일부만 파손되는 피해가 있었다. 이미 기상관측은 기계자동계측식으로 ADESS(기상자료 자동 편집 중계 장치)라는 전용회선을 통해 자동으로 기상청으로 보내는 구조였지만 고베해양기상대와 오사카관구기상대 사이 기상청의 전용회선인 L-아데스에 장애가 발생하여 초기 진도정보제공이 지연되었다. 이 때문에 지진 발생 초기 보도에서는 교토, 하코네, 도요오카의 진도가 진도5로 발표되었다. "고베 진도6"이라는 정보는 지진 발생 약 30분 후 VHF 통신으로 오사카관구기상대에 전달되어 매스컴으로 전파되었다.
또한 "고베 진도6"도 고베 해양기상대의 계측진도가 6.4(진도 6)이었으며 이것이 고베시 전체의 진도를 대표하는 것은 아니였다. 당시 진원지 인근의 일본 기상청 지진 관측점은 오사카, 고베, 스모토, 히메지, 가사이만 있었으며 피해가 매우 컸던 아시야, 니시노미야, 이타미, 다카라즈카 등 한신칸의 도시에는 기상청의 계측진도계가 없어 진도를 알 수 없었다는 문제가 있었다.

## 같이 보기
- 일본 기상업무법